# Воронинська (Кічменгсько-Городецький район)
Воро́нинська (рос. Воронинская) — присілок у складі Кічменгсько-Городецького району Вологодської області, Росія. Входить до складу Городецького сільського поселення.

## Населення
Населення — 3 особи (2010; 28 у 2002).
Національний склад (станом на 2002 рік):
- росіяни — 100 %